# Polymethylmethacrylaat
Polymethylmethacrylaat (PMMA) is een polymeer van methylmethacrylaat.
Deze transparante thermoplastische kunststof is beter bekend onder de handelsnamen Perspex, Plexiglas, Altuglas, Lucite en Oroglas, maar ook kortweg als acrylaat.

## Toepassingen
Polymethylmethacrylaat laat ongeveer negentig procent van het licht door en wordt daarom vaak gebruikt ter vervanging van glas, ten opzichte waarvan het een aantal voordelen biedt:
- het is lichter;
- het is eenvoudig in allerlei vormen te produceren;
- het is goed te verlijmen; en
- het laat meer licht door dan gewoon glas.

Er zijn ook nadelen:
- het is minder hard dan glas en daardoor gevoeliger voor beschadiging (krassen);
- zonder de nodige additieven laat het ultraviolette straling door (kan afhankelijk van de toepassing ook een voordeel zijn);
- het is minder hittebestendig dan glas;
- het is slagvast maar splintert bij hoge impact; en
- het is zeer brandbaar.

PMMA wordt toegepast in toepassingen waar de grote gewichtsbesparing ten opzichte van glas een groot voordeel biedt, bijvoorbeeld in caravanvensters of waar grote transparantie gewenst is, zoals bij grote aquaria. 's Werelds grootste aquaria hebben vensters van vele meters breed en hoog en een dikte tot 30 cm, gemaakt uit PMMA. Ze kunnen ook in delen gemaakt worden en nagenoeg onzichtbaar verlijmd voor assemblage. Verder is PMMA een veelgebruikt materiaal voor transparante geluidsschermen. PMMA wordt minder gebruikt voor veiligheidstoepassingen: het is minder impactbestendig (wel beter dan glas) en het breekt in scherpe stukken. Tegenwoordig bestaan er echter PMMA-varianten die behoorlijk impactbestendig zijn. Bovendien is het zeer brandbaar dus kan het nooit gebruikt worden bij personentransport zoals in treinen, trams, bussen en metro's. Daarvoor wordt het onbreekbare, tegen hogere temperaturen bestendige en zelfdovende polycarbonaat gebruikt, dat ongeveer even duur is.
PMMA werd ook gebruikt voor de eerste implantaatlenzen in de oogheelkunde.
Polymethylmethacrylaten worden eveneens toegepast in de tandheelkunde bij de vervaardiging van een losse prothese en bij de eerste generatie van composietvullingen.
Polymethylmethacrylaat wordt ook gebruikt om reproducties te maken van foto's. Het lichte gewicht van het materiaal en het feit dat het niet snel breekt maken het ideaal om foto's op te printen.
Het materiaal werd tijdens de coronacrisis als spatscherm in onder meer winkels, taxi's en bussen gebruikt.

## Synthese
Het productieproces werd in 1928 in verschillende laboratoria in Europa onafhankelijk van elkaar ontwikkeld en in 1936 werd het door de Amerikaanse firma Rohm and Haas op de markt gebracht.

## Eigenschappen
- Glastemperatuur Tg: 110 °C

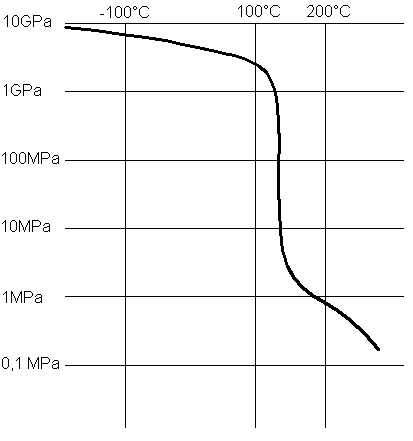
Elasticiteitsmodulus i.f.v. Temperatuur

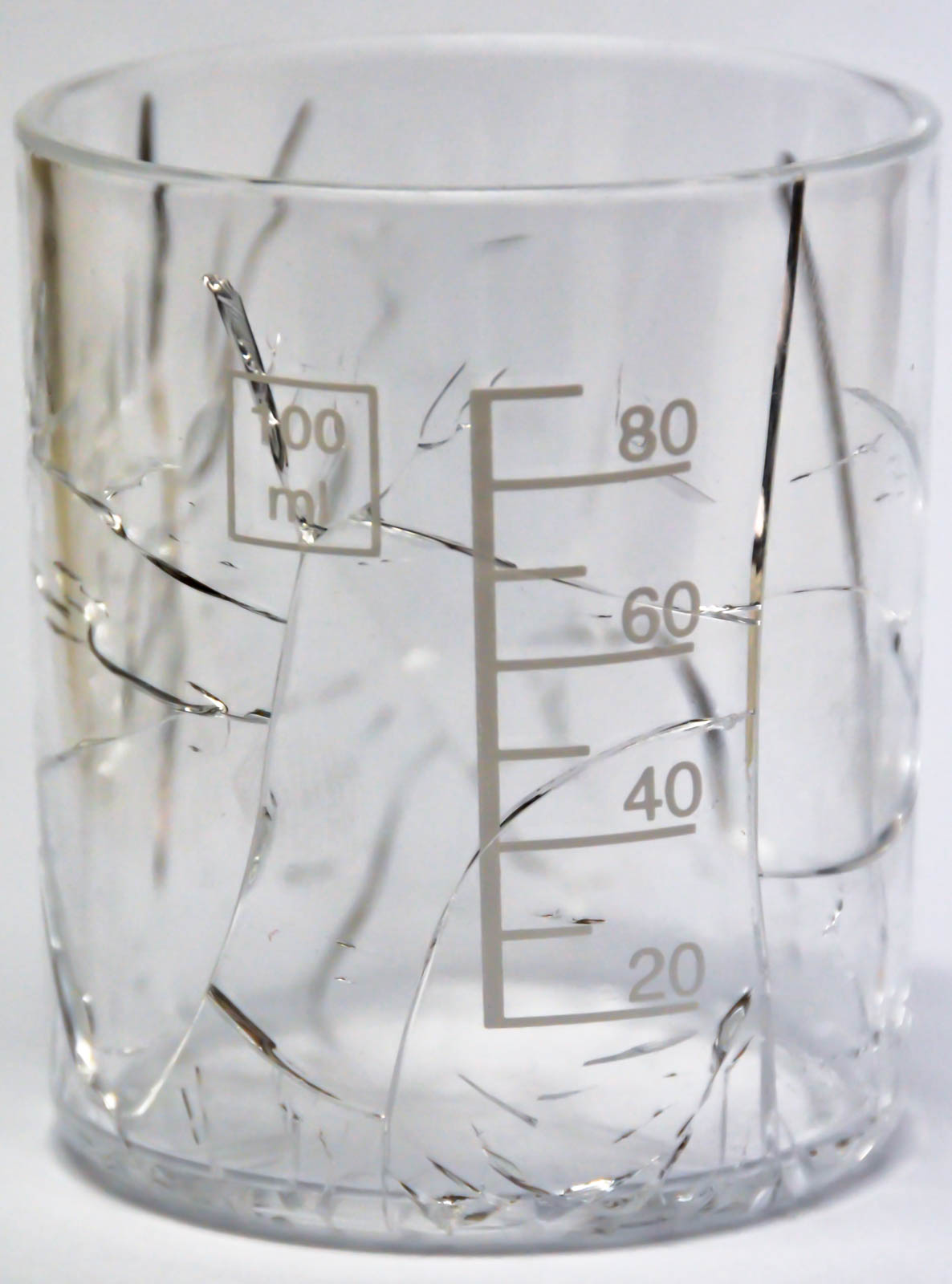
Maatbeker van PMMA (plexiglas) met scheuren veroorzaakt door ethanol.

- Thermische geleiding: 0,07-0,21 W/m.K
- Lineair thermische uitzetting: 7,7 · 10−5 m/K
- Vicat verwekingspunt: 112 °C
- Vervormingstemperatuur: 150-175 °C
- Brekingsindex: 1,489
- Rockwellhardheid: M102
- Rek tot breuk: 3,5 %
- Slagsterkte: 16 kJ/m²
- Treksterkte: 80 MPa
- Trekmodulus: 3200 MPa
- Buigsterkte: 116 MPa
- Elasticiteitsmodulus: 3210 MPa
- Waterabsorptie: 0,21 %
- Geur: geen
- Smaak: geen
- Massadichtheid: 1190 kg/m³

Onder inwerking van alcohol (bijvoorbeeld ethanol, isopropanol) kunnen in PMMA scheuren ontstaan. De Engelstalige benaming voor dit fenomeen is solvent crazing.
De grondstoffen voor polymethylmethacrylaat zijn aceton, methanol, waterstofcyanide en zwavelzuur. Hoewel dit niet de vriendelijkste stoffen zijn, is het eindproduct onschadelijk. Bij een temperatuur boven de 450 °C verbrandt polymethylmethacrylaat volledig tot koolstofdioxide en water.

## Doe het zelf
PMMA in plaatvorm is voor de doe-het-zelver vrij eenvoudig te bewerken:
- Het is te zagen met een fijne figuurzaag die met zeep is ingesmeerd.
- Na verwarmen in een matig warme (150 °C) oven is het in elke gewenste vorm te vacuvormen.
- PMMA is te lijmen met chloroform.
- PMMA kan goed met een lasersnijder gesneden worden.